# Arne Mortensen
Arne Mortensen (født 14. oktober 1900, død 28. februar 1942) var en norsk roer fra Stavanger.
Mortensen vandt en bronzemedalje ved OL 1920 i Antwerpen. Han var med i den norske otter, der desuden bestod af Tollef Tollefsen, Håkon Ellingsen, Thore Michelsen, Karl Nag, Theodor Nag, Adolf Nilsen, Conrad Olsen og styrmand Thoralf Hagen. Nordmændene vandt først deres indledende heat mod Tjekkoslovakiet med over ti sekunder, men tabte derpå semifinalen til Storbritannien næsten lige så klart. De fik efterfølgende bronze, da de havde en bedre tid end Frankrig, der tabte den anden semifinale.
Mortensen var, ligesom de syv øvrige roere i den norske 1920-otter, medlem af Stavanger Roklub i hjembyen Stavanger.

## OL-medaljer
- 1920:  Bronze i otter